# Miriam Mayorga
Miriam Anahí Mayorga (* 20. November 1989 in Bariloche, Provinz Río Negro) ist eine argentinische Fußballspielerin.

## Karriere

### Klub
Im August 2020 wechselte sie von UAI Urquiza zu den Boca Juniors. Mit diesen erreichte sie das Finale der Copa Libertadores Femenina 2022, verlor hier aber gegen Palmeiras mit 0:4.

### Nationalmannschaft
Ihr Debüt für die A-Nationalmannschaft von Argentinien gab sie am 14. November 2018 beim Rückspiel des interkontinentalen Playoffs für einen Startplatz bei der Weltmeisterschaft 2019 gegen Panama. Hier wurde sie in der 62. Minute für Yael Oviedo eingewechselt. Nach dem Cup of Nations 2019 wurde sie für den Kader der Weltmeisterschaft 2019 nominiert, bei welcher sie in allen drei Spielen eingesetzt wurde. Danach folgte im selben Jahr noch die Teilnahme an den Panamerikanischen Spielen 2019.
Nachdem das Jahr 2020 ohne Einsatz geblieben war, kam sie im nächsten Jahr beim SheBelieves Cup 2021 wieder ein paar Mal zu Einsatzzeit. Danach folgten Freundschaftsspieleinsätze und auch die Copa América 2022, bei welcher sie in vier Spielen zum Einsatz kam und am Ende mit ihrem Team auf dem dritten Platz abschloss.
Am 8. Juli 2023 wurde sie für den finalen Kader bei der Weltmeisterschaft 2023 nominiert.